# Сім'яні пухирці

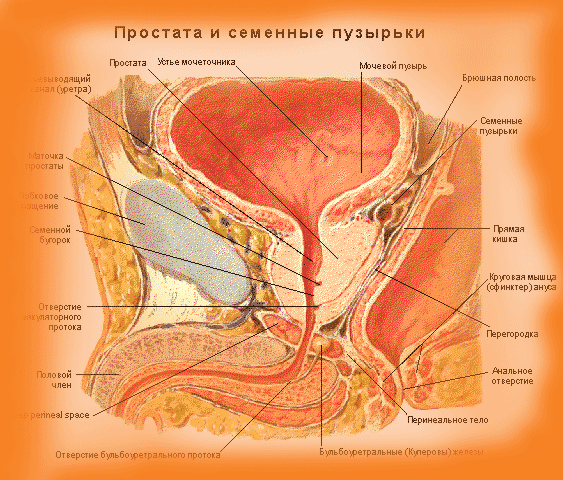
Сім'яні пухирці та простата

Сім'яні́ пухирці́ — парний орган чоловічої статевої системи.

## Характеристики
Лівий і правий сім'яний пухирець розташовуються на задній поверхні простати з боків від неї, ззаду від сечового міхура, спереду від прямої кишки. Можливе промацування пальцем через передню стінку прямої кишки з боків від базальних відділів простати.
До них підходять сім'явипорскувальні протоки, які після приєднання до сім'яних пухирців переходять в еякуляторні протоки, що, відповідно, проходять через простату та відкриваються гирлами в просвіт простатичного відділу сечівника з боків від сім'яного пухирця. Тканина сім'яного пухирця має пористу структуру.

## Функції
- Секреція фруктози, рівень якої є показником андрогенної насиченості. Фруктоза служить джерелом енергії для підтримки життєздатності та рухливості сперміїв [1].
- Участь у механізмі сім'явипорскування — у момент сім'явипорскування вміст сім'яних пухирців і сім'явипорскувальних проток по еякуляторних протоках надходить у сечовий канал, там змішується з секретом простати і виводиться назовні
- При нереалізованому статевому збудженні спермії потрапляють в сім'яні пухирці, де можуть поглинатися сперміофагами [1].